# Bellinghamské výtržnosti
Bellinghamské výtržnosti se udály 4. září 1907 v Bellinghamu, v americkém státě Washington. Davy čtyř až pěti set bílých mužů, převážně členů Asiatic Exclusion League, skupiny, která bojovala za zákaz imigrace z Asie, napadly domovy indických přistěhovalců se záměrem vyloučit je z pracovní síly zdejších pil. Indové byli většinou Sikhové, ale tehdejší média je mylně označovala za Hindy. Dav vyhnal přistěhovalce do ulic, zbil je a sebral jim cenné věci. Úřady spolupracovaly s výtržníky a odnášely zbité přistěhovalce do radnice, zdánlivě pro jejich bezpečí. Šest Indů bylo hospitalizováno a 410 jich bylo drženo ve věznici, oficiálně v ochranné vazbě. Žádní účastníci výtržností nebyli zažalovaní.
Některé oběti výtržností se přestěhovaly do Everettu, kde se ale po dvou měsících dočkaly stejného zacházení. Podobné výtržnosti se v této době udály také ve Vancouveru a v Kalifornii.